# Cicero (Illinois)
Cicero város az USA Illinois államában, Cook megyében. Lakosainak száma 85 268 fő (2020. április 1.).

## Népesség
A település népességének változása:
| Lakosok száma | 83 891 | 84 103 | 85 268 |
|               | 2010   | 2013   | 2020   |